# Försäkringsläkare
Försäkringsläkare är i Sverige en läkare vid Försäkringskassan som hjälper försäkringskassans tjänstemän med medicinska bedömningar, genom att till exempel tolka intyg skrivna av läkare som behandlat den som söker ersättning från kassan. I januari 2009 ändrade Försäkringskassan namn på sina försäkringsläkare till försäkringsmedicinska rådgivare. .